# Ilima rouge
Abutilon menziesii
Espèce
Classification phylogénétique
Statut de conservation UICN

 CR A2c : 
En danger critique
L'Ilima rouge, en Hawaïen Ko'oloa'ula (Abutilon menziesii), est une espèce de plantes à fleurs de la famille des Malvacées. C'est un arbuste endémique de Hawaii. Il est considéré comme en danger.